# Iso-Kelkkanen
Iso-Kelkkanen är en ö i Finland. Den ligger i sjön Salamajärvi och i kommunen Perho i den ekonomiska regionen  Kaustby ekonomiska region  och landskapet Mellersta Österbotten, i den centrala delen av landet, 300 km norr om huvudstaden Helsingfors. Öns area är 0,7 hektar och dess största längd är 160 meter i sydväst-nordöstlig riktning.